# زنبق النهار اليزوني
زنبق النهار اليزوني (الاسم العلمي:Hemerocallis yezoensis) هو نوع من النباتات يتبع جنس زنبق النهار من الفصيلة المصفورية[إخفاق التحقق] .